# Berijev VVA-14
Berijev VVA-14 (někdy označovaný jako Berijev–Bartini VVA-14) byl sovětský experimentální obojživelný letoun – ekranoplán z počátku 70. let 20. století. Jednalo se o stroj, který byl schopen kolmého startu i přistání. První vzlet prototypu se konal 4. září 1972. Testování dvou prototypů probíhalo až do roku 1975; přetrvávající problémy s avionikou a systémem řízení se nepodařilo uspokojivě vyřešit. Po smrti šéfkonstruktéra Bartiniho byl projekt ukončen. Jeden z prototypů je vystaven na ploše moninského muzea.
Pro přistání na vzletové dráze byl v pylonech nainstalován podvozek z letounu Tupolev Tu-22.

## Technické údaje
- Posádka: 3
- Rozpětí: 28,50 m
- Délka: 25,97 m
- Výška: 6,79 m
- Nosná plocha: 217,72 m²
- Hmotnost prázdného stroje: 35 356 kg
- Max vzletová hmotnost: 52 000 kg
- Pohon: 2× DTRD D-30 a 12× pomocný motor Kolesov RD-36-35PR
- Maximální rychlost: 760 km/h
- Cestovní rychlost: 640 km/h
- Dostup: 10 000 m
- Maximální dolet: 2450 km
- Výzbroj: 2000 kg výzbroje, maximálně 4000 kg, 2 torpéda nebo bomby nebo miny